# 기수 열외
기수 열외(期數列外)는 대한민국 해병대에서 행해지는 특유의 집단 따돌림 악습이다. 해병대는 기수를 기준으로 위계질서를 세우고 있는데, 특정인을 이런 위계로부터 제외한다는 의미이다. 기수열외는 특정 해병을 해병대 부대원들 사이에서 후임자들이 선임 대우도, 선임자들이 후임 대우도 안해주는 것으로, 부대 생활에 잘 적응하지 못하고 뒤떨어지거나 부대원들의 눈 밖에 난 특정 사병을 사병들 사이에서 몇몇 상급자의 주도하에 하급자까지 동참해 집단 왕따 시키고 무시하거나 괴롭히는 행태를 말한다.

## 역사
1995년에서 1997년까지 해병대 제2사단에서 근무했던 해병 759기 이아무개에 따르면 자신이 복무할 당시에는 기수열외란 말이 전혀 존재하지 않았다고 증언하였으나, 2005년에서 2007년까지 해병대 제1사단에서 근무했던 해병 995기 서아무개는 기수열외가 병장이 됐을 때쯤 중대로 유입되기 시작했다고 증언하였다.
2011년 7월 14일, 군인권센터는 “일부 언론에서는 800기 후반부터 생겨났다고 했으나 실은 오래전부터 이어져 오던 악습”이라고 강조했다. 그러나 해병대 전역자들의 다수 증언을 토대로 기수 자체를 아예 무력화 시키는 제도는 부대별로 차이는 있지만 대략 1000기를 깃점으로 1사단 병력을 중심으로 유입되기 시작한 것으로 해병대는 파악하고 있으며 종전에 발생했던 기수문제는 과거 방위병들과 현역병들간의 갈등이 있었던 부분 / 해군파견병 과의 갈등이 있었던 부분을 일부 언론이 잘못 보도한 것으로 파악하고 있다. 종전 방위병들은 상근예비역으로 대체되면서 해병대 기수가 부여되어 일정부분 해소되었으며 해군 의무병들의 경우도 해병대 기수를 부여함으로써 해소되었다.
최근에는 해병대뿐만 아니라, 공군, 의무경찰에서도 부적응 병사를 기수 열외시키는 것이 발견되고 있다.

## 형식
2011년 7월 14일, 군인권센터 조사결과 발표에서 후임병에게도 반발과 욕설, 구타 및 왕따를 당하는 기수열외는 병장들의 회의로 결정되고 상병이 하달하는 방식으로 이뤄지며, 병영생활에 적응하지 못하는 이들이 주로 대상이 되며, 악습 철폐를 시도하는 병, '고문관' 병, 자주 의무실을 왕래하는 병, 기수열외 당한 장병에게 동정심을 보이거나 말을 거는 병 등이 결정되는 것으로 조사됐다고 하였다.

## 관련 사건
2011년 6월 3일 국가인권위원회는 포항 해병대 제1사단에서 폭행사건을 상급자에게 발설한 병 이 '기수열외'를 당해, 위계질서를 무시하고 후임병이 선임 사병에게 반말과 함께 폭행하도록 시켜 인격적 수치심을 준 일이 있었다고 밝혔다.
2011년 6월 23일 대한민국 서울고등법원 행정 7부는 해병대 제2사단에서 군복무 도중 상급자의 가혹행위로 인해 정신질환을 일으켰음을 주장한 전역병 의 국가유공자등록 거부처분 취소소송에서 "해병대 병 들이 구타·가혹행위를 참고 견디는 것을 전통으로 생각하고, 폭행사실을 상급자에게 알리면 가해자인 선임이 피해자보다 후임기수로 하여금 피해자에게 반말·폭행을 하는 것을 허용함으로써 인격적 수치심을 주는 '기수열외' 등 폐쇄적 조직문화가 팽배하다"고 지적하고 원고 승소 판결을 내렸다.
2011년 7월 4일, 해병대 제2사단에서 김모 상병(19세)이 기수열외에 대해 앙심을 품고 동료병 들을 조준사격하여 4명을 사살하고 1명을 부상케한 후, 수류탄으로 자살을 기도한 강화도 해병대 총기 난사 사건이 발생하였다.

## 참고
인용
1. ↑  김형원 (2011년 7월 5일). “김 상병, "기수열외(해병대 따돌림)당했나?”. 조선일보. 2014년 11월 5일에 확인함.
2. ↑  “軍 인성검사시스템 문제있나…김상병 훈련소 때 정신이상 판정”. 국민일보. 2011년 7월 5일. 2014년 11월 5일에 원본 문서에서 보존된 문서. 2014년 11월 5일에 확인함.
3. ↑  |김동규 (2011년 7월 7일). “귀신 잡는 해병, 사람 잡는 기수열외”. 디펜스21. 2014년 11월 5일에 확인함.
4. 1 2  조현호 (2011년 7월 15일). “"불달군 숟가락으로 엉덩이 지져" 해병대 충격실태”. 미디어오늘. 2014년 11월 5일에 확인함.
5. ↑  조연주 (2011년 7월 6일). “법원 “총기난사 해병부대 5년전에도 구타 만연”확인”. 헤럴드경제. 2014년 11월 5일에 확인함.

주석
1. 1 2 3 4 5 6 7 8 9 10  대한민국 국군에서는 병이라 한다.

## 같이 보기
- 강화도 해병대 총기 난사 사건
- 집단 따돌림
- 린치
- 관심병
- 대한민국 해병대
- 데도브시나